# Поляков, Владимир Филиппович
Владимир Филиппович Поляков — советский хозяйственный и государственный деятель, Герой Социалистического Труда.

## Биография
Родился в 1929 году в деревне Поповичи. Член КПСС.
В 1950—1990 — строитель, прораб, бригадир комплексной бригады строительного управления № 15 треста «Мострансгидрострой» Главмосинжстроя.
Указом Президиума Верховного Совета СССР от 16 июля 1980 года присвоено звание Героя Социалистического Труда с вручением ордена Ленина и золотой медали «Серп и Молот».
Делегат XXVII съезда КПСС.
Умер в 2021 году в Москве. Похоронен на Хованском западном кладбище.

## Награды и звания
- Герой Социалистического Труда (16.07.1980)
- Орден Ленина (07.05.1971, 16.07.1980)